# Geophilidae
Geophilidae is een familie van duizendpoten uit de klasse van de Chilopoda

## Geslachten
- Clinopodes C.Koch, 1847
- Erithophilus Cook, 1899
- Geophilus Leach, 1814
- Lionyx Chamberlin, 1960
- Maoriella Attems, 1903
- Mixophilus Silvestri, 1929
- Pachymerium C.Koch, 1847
- Polycricus Saussure & Humbert, 1872
- Stenotaenia C.L.Koch, 1835
- Tretecthus (Porat, 1894)
- Tuoba Chamberlin, 1920

## In Nederland waargenomen soorten
- Genus: Geophilus
  - Geophilus alpinus
  - Geophilus carpophagus - (Bruine aardkruiper)
  - Geophilus electricus - (Schokaardkruiper)
  - Geophilus flavus - (Gele aardkruiper)
  - Geophilus proximus - (Veenaardkruiper)
  - Geophilus pusillifrater - (Zeeaardkruiper)
  - Geophilus truncorum - (Stronkaardkruiper)
- Genus: Pachymerium
  - Pachymerium ferrugineum - (Rode aardkruiper)
- Genus: Stenotaenia
  - Stenotaenia linearis - (Rozetaardkruiper)